# St. Anna (Dzierzgoń)

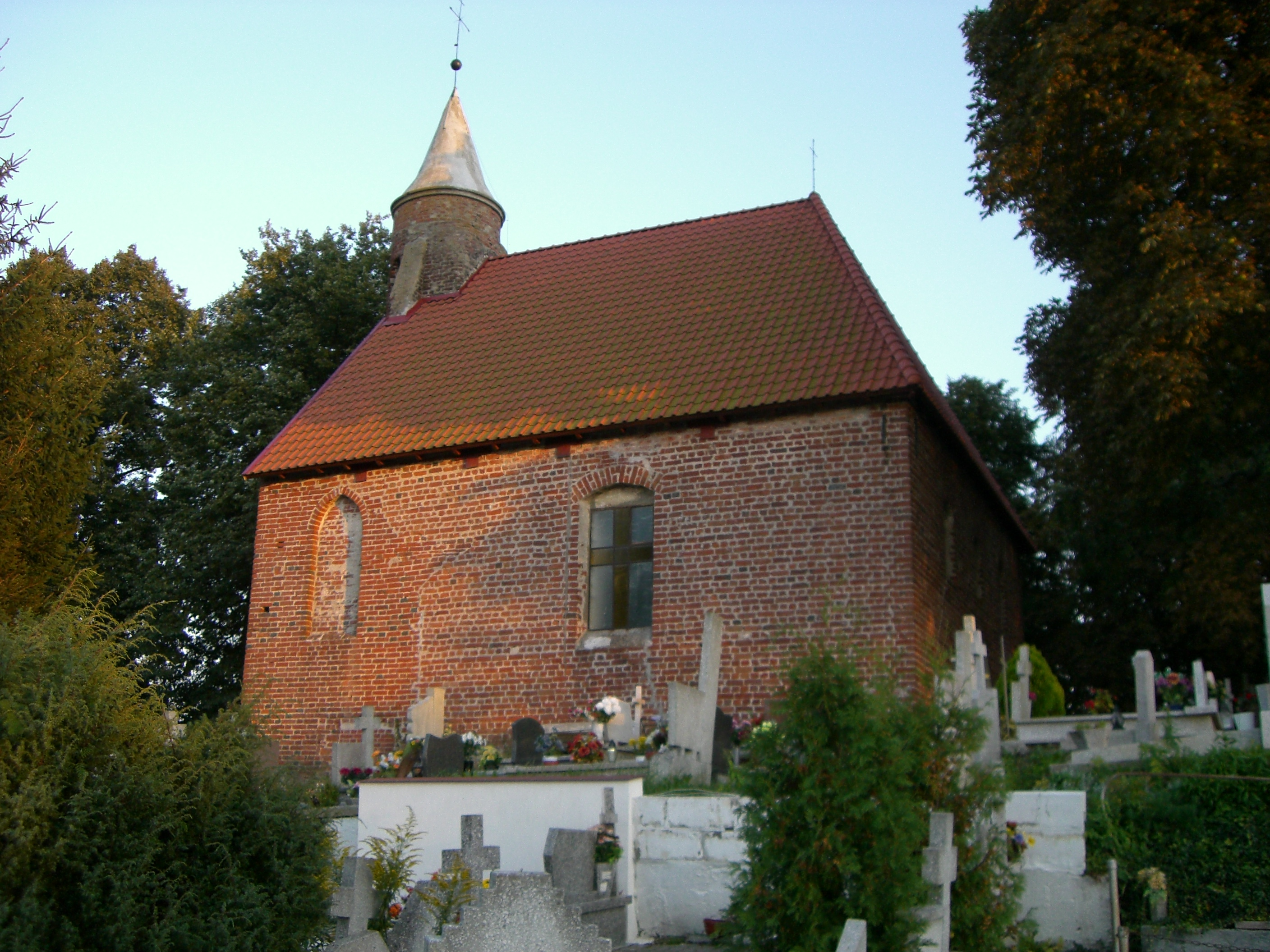
Kapelle St. Anna, Christburg

Die Kapelle St. Anna (polnisch Kaplica św. Anny) in Dzierzgoń (Christburg) in der polnischen Woiwodschaft Pommern stand vermutlich in Verbindung mit der auf dem gegenüberliegenden Hügel liegenden Deutschordensburg. Heute dient der Bau in der ul. Elbląska 10 als Friedhofskapelle eines im 18. Jahrhundert angelegten Friedhofs.

## Geschichte
Eine Kirche ist erstmals 1414 erwähnt, als für Gebäude der „sinte Annen kirche“ Schäden in Höhe von 200 Mark aufgelistet wurden, was in Anbetracht des kleinen Baus auf eine wohl erhebliche Beschädigung schließen lässt. Der heutige Bau ist ein Neubau nach 1414. Schon im 17. Jahrhundert war die Kirche wüst und verfallen. 1737 wurde der Bau wiedererrichtet, wobei Nord-, Süd- und Westseite neu erbaut wurden. Am heutigen Bau ist daher nur die Ostmauer mit Turm und den Ansätzen der nördlichen und südlichen Mauer noch mittelalterlich.

## Bauwerk
Die Kirche ist ein ungewölbter Saalbau und ohne Strebepfeiler. Die Lage von St. Anna außerhalb einer mit einer wichtigen Burg verbundenen Stadt hat Parallelen in Riesenburg (Marienkapelle) und Rehden (Friedhofskapelle St. Georg). Breite, hoch ansetzende Blenden gliedern die Außenwände, und ein eingefasstes Putzband dient als Horizontalabschluss. Auf der Süd- und Nordseite sind Rautenmuster aus schwarzem Backstein angebracht. Der schmale Ostturm ist typologisch vergleichbar mit den im frühen 15. Jahrhundert entstandenen Türmen von St. Georg/Thorn, Hl. Leichnam/Elbing und St. Elisabeth/Danzig. Der untere Abschnitt des Turms ist im Grundriss rechteckig mit hoher Nische nach Osten. Oberhalb des Putzbandes geht der Turm zum runden Grundriss über.